# Ventanilla (distrikt)
Ventanilla (spanska: Distrito de Ventanilla) är ett av distrikten i Callao, Peru. Det är det största distriktet och det näst mest befolkade i provinsen. Det gränsar i norr till distrikten Santa Rosa och Ancón; i öster till distrikten Mi Perú och Puente Piedra; i söder till distrikten San Martín de Porres och Callao samt till floden Chillón; samt i väster till Stilla havet.
Genom åren har Ventanilla upplevt många förändringar ekonomiskt, socialt, kulturellt, politiskt och urbant, varav de flesta har skett på ett oplanerat sätt. Förändringarna har resulterat i ett distrikt med en befolkning med till stor del låga inkomster. Den territoriella strukturen är oordnad och osammanhängande, och området är utsatt för höga nivåer av miljöföroreningar. Den snabba befolkningstillväxten och begränsade förvaltningsresurser gör att området står inför betydande utmaningar när det gäller tillhandahållande av grundläggande tjänster och adekvat stadsplanering.
Ventanilla hade vid folkräkningen 2017 en befolkning av 315 600 invånare.